# Sèmèrè II
Sèmèrè II ist ein Arrondissement im Département Donga im westafrikanischen Staat Benin. Es ist eine Verwaltungseinheit, die der Gerichtsbarkeit der Kommune Ouaké untersteht.

## Demografie und Verwaltung
Gemäß der Volkszählung 2013 des beninischen Statistikamtes INSAE hatte das Arrondissement 16.858 Einwohner, davon waren 8338 männlich und 8520 weiblich.
Von den 61 Dörfern und Quartieren der Kommune Ouaké entfallen 13 auf Sèmèrè II:
1. Adédéwo
2. Aguéou-garba
3. Awotobi
4. Gao
5. Gbaou
6. Gnangba Kabia
7. Itchèlli
8. Kagnifêlê
9. Kakpéssia
10. Kpakpalaré
11. Kpéli-fada
12. N’Djakada
13. Troucaré-Bas